# Klaus Dobrunz

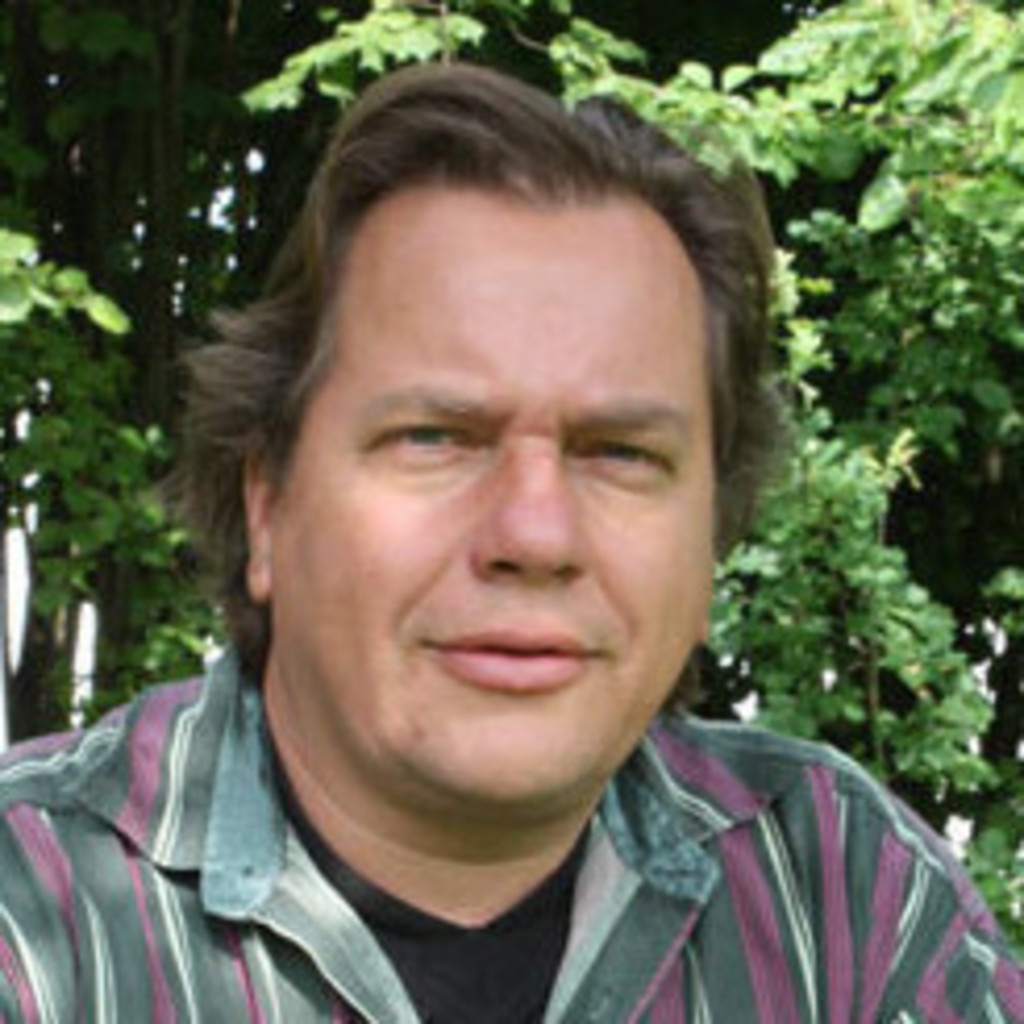
Klaus Dobrunz, 2020

Klaus Dobrunz (* 1962 in Höxter) ist ein deutscher Maler und Bildhauer.

## Leben und Werk
Nach seinem Studium der visuellen Kommunikation von 1984 bis 1989 an der Hochschule Düsseldorf studierte er vier weitere Jahre von 1989 bis 1993 Malerei und Skulptur an der Kunstakademie Düsseldorf. Hier hatte Alfonso Hüppi maßgeblichen Einfluss auf seine weitere künstlerische Entwicklung. Von 1987 bis 2001 war er zudem als Dozent für Zeichnung, Malerei, Gestaltung und Skulptur tätig. Nach einem mehrjährigen Aufenthalt in Schweden, wo er auch als Kunstlehrer tätig war, lebt er seit 2004 in Bielefeld. Er malt Ölbilder auf Leinwand und erstellt Holzskulpturen. Hauptthema seiner Werke sind dabei Menschen im urbanen Umfeld.

## Ausstellungen (Auswahl)
- Bundesgartenschau, Düsseldorf, 1987
- Kunstakademie Düsseldorf, Düsseldorf, 1991, 1993, 1994
- Galerie Sztuky, Olsztyn, 1997
- Kasteel Strijthagen, Kerkrade, 1998
- Galerie Holmer, Nässjö, 2003
- Galerie Grabenheinrich, Gütersloh, 2005
- Guangzhou International Art Fair, China, 2007
- Kunst Zürich, Messe, Zürich, 2008
- Galerie Wild, Zürich, 2008
- Galerie Karibakka, Sölvesborg, 2011
- Galerie Wissing, Bocholt, 2011
- Galerie Mensing, Berlin, 2011
- Galerie Schürmann, Kamp-Lintfort, 2011
- Galerie Mensing, Düsseldorf, 2012
- Bilder Fuchs, Fulda, 2013
- Galerie Hoffmann, Reda, 2014
- Galerie van Almsick, Gronau, 2015
- Kunstverein Dissen, Dissen am Teutoburger Wald, 2016
- art Karlsruhe 2020, Karlsruhe, 2020

## Publikationen
- Ulrike Hamm, Christiane Hoffmann: Klaus Dobrunz, 2007, ISBN 978-3-00-023476-7